# Alata (Mali)
Alata is een gemeente (commune) in de regio Gao in Mali. De gemeente telt 2900 inwoners (2009).